# Marc Verwilghen
Marc Ernest Elisabeth Robert Juliette Verwilghen (Dendermonde, 21 settembre 1952) è un avvocato e politico belga fiammingo, membro dei Liberali e Democratici Fiamminghi Aperti. Verwilghen è un parlamentare di vecchia data e dal 1999 al 2007 ministro del governo federale. Ha ottenuto una fama speciale attraverso la guida del comitato parlamentare sull'affare Dutroux. A livello locale, Verwilghen era un consigliere parrocchiale e assessore a Dendermonde. Nel 2010 Verwilghen si ritirò dalla politica..

## Biografia

### Formazione
Marc Verwilghen ha studiato giurisprudenza presso la Vrije Universiteit Brussel e l'Università di Gand e ha lavorato dal 1975 come avvocato.

### Attività politica
Inizialmente, entrò in politica a livello locale, dove è stato membro del consiglio di Dendermonde dal 1982 al 2000, e dal 1994 al 1999 è stato un pubblico ministero.
La sua elezione alla Camera dei rappresentanti è avvenuta nel 1991, dove per la prima volta si è riunito per diversi anni con gli Open VLD all'opposizione. È stato capo del Comitato Giustizia e ha condotto nel 1996 la commissione parlamentare sui crimini dei molestatori di bambini e coimputati Marc Dutroux e Michel Nihoul, condannati nel 1998.
Quando i VLD vinsero le elezioni federali e governative nel 1999, Verwilghen fu nominato Ministro della Giustizia nel governo federale sotto il Primo ministro Guy Verhofstadt (VLD). Nel governo successivo inizialmente ha ricoperto l'incarico di Ministro della cooperazione allo sviluppo e dal 2004, dopo il cambio di Fientje Moerman (VLD) nel governo fiammingo, come ministro dell'economia, dell'energia, del commercio estero e della politica scientifica.
Nel 2010, Verwilghen si è ritirato completamente dalla politica e ha lavorato come consulente legale per il miliardario e imprenditore britannico-iracheno Nadhmi Auchi.